# Medida finita
En teoría de la medida, una medida finita es una medida de tal forma que la medida del espacio sobre el cual está definida es finita, y de ahí, tenemos que una medida finita siempre toma valores finitos. Trabajar sobre espacios equipados con una medida finita trae consigo algunas consecuencias interesantes, pues tienen algunas propiedades que resultan trayendo consigo más propiedades en tópicos más avanzados.

## Definición
Sea {\displaystyle \left(X,{\mathcal {A}},\mu \right)} un espacio de medida. Se dice que {\displaystyle \mu } es una medida finita (o simplemente diremos que {\displaystyle \mu } es finita) si {\displaystyle \mu \left(X\right)<\infty }.
Así, si {\displaystyle \mu } es finita, diremos que el espacio de medida {\displaystyle \left(X,{\mathcal {A}},\mu \right)} es un espacio de medida finito.

## Ejemplos
1. Sea {\displaystyle X=\left\{n\in \mathbb {Z} ^{+}\colon n\leq 20\right\}}. Consideremos el espacio de medida {\displaystyle \left(X,P(X),\mu \right)}, donde {\displaystyle P(X)} denota el conjunto de partes de {\displaystyle X}, y {\displaystyle \mu } es la medida de conteo, entonces se tiene que {\displaystyle \mu } es finita, pues {\displaystyle \mu (X)=20}, y por ende, el espacio {\displaystyle \left(X,P(X),\mu \right)} es finito.